# Scotostena
Scotostena là một chi bướm đêm thuộc họ Noctuidae.